# Cystogonopus everetti
Cystogonopus everetti är en mångfotingart som först beskrevs av Pocock 1892.  Cystogonopus everetti ingår i släktet Cystogonopus och familjen Harpagophoridae. Inga underarter finns listade i Catalogue of Life.